# Hahnenkammbahn
| Hahnenkammbahn      | Hahnenkammbahn                    |
| ------------------- | --------------------------------- |
| Logo der Bergbahnen |                                   |
| Standort:           | Kitzbühel, Österreich             |
| Bauart:             | Einseilumlaufbahn                 |
| Baujahr:            | 1928/1938/1996                    |
| Berg:               | Hahnenkamm (Kitzbühel)            |
| Talstation:         | Kitzbühel, 786 m                  |
| Höhendifferenz:     | 878 m                             |
| Bergstation:        | Hochkitzbühel, 1662 m             |
| Streckenlänge:      | 2414 m                            |
| Fahrdauer:          | 7,8 min                           |
| Anzahl der Gondeln: | 98 Stk.                           |
| Anzahl der Stützen: | 18 Stk.                           |
| Kapazität:          | 6 Pers./Gondel, 2000 Pers./Stunde |
| Hersteller:         | Girak                             |
| Betreiber:          | Bergbahn AG Kitzbühel             |
| Website:            | www.bergbahn-kitzbuehel.at        |

Die Hahnenkammbahn ist eine ursprünglich im Jahr 1928 eröffnete, von der Bergbahn AG Kitzbühel betriebene Luftseilbahn in Kitzbühel, Bundesland Tirol in Österreich.

## Geschichte
Erste dokumentierte Skifahrten führte Franz Reisch 1892 am Kitzbühler Horn durch. Um den Skisport in den Kitzbüheler Alpen touristisch zu fördern, wurde 1924 eine Kommission mit der Erstellung eines Seilbahnprojekts auf den Hahnenkamm beauftragt. Im Frühling 1926 wurde mit dem Bau begonnen. Sie wurde nach dem System Ing. Anton Visnicka aus Meran konstruiert, Bauleiter war der spätere Seilbahningenieur Georg Wallmannsberger. Die architektonische Ausführung der beiden Stationsgebäude erfolgte durch Alfons Walde. Die stählernen Stützen und Tragwerke lieferte die Simmeringer Waggon- und Maschinenfabrik aus Wien.
Die erste Probefahrt am 8. November 1927 verlief problemlos. An ihr nahmen Oberingenieur Anton Visnicka, Kommerzialrat Josef Herold, Bezirkshauptmann Dr. Anton Fuchs, Mitglieder des Seilbahnausschusses und eine Abordnung der Stadtgemeinde teil. Am 29. November 1927 kam es bei einer weiteren Probefahrt zu einem Zwischenfall, bei dem das Fahrwerk der Gondel an der 6. Stütze entgleiste, weil das Tragseil aus dem Seilschuh gefallen war und auf der Rolle des Zugseils lag. Die Gondel stürzte nicht ab, die vier Mitfahrenden Personen konnten sich auf die Stütze retten und von dieser absteigen. Die Eröffnung des Betriebes verzögerte sich daher und erfolgte dann offenbar, wie angekündigt, „in aller Stille“ am 5. oder 6. März 1928. Das Unternehmen Adolf Bleichert & Co., das die Bahn ursprünglich hätte bauen sollen aber den bereits kolportierten Zuschlag nicht erhielt, sah sich nach dem blamablen Unfall beim Probebetrieb veranlasst, eine Stellungnahme veröffentlichen zu lassen, in dem darauf hingewiesen wurde, dass sie „[…] mit der Festlegung der endgültig gewählten Linie, mit der Projektierung, Konstruktion und Ausführung der jetzt fertiggestellten, von anderer Seite erbauten Bahn nicht das allergeringste weder mittelbar noch unmittelbar zu tun […]“ habe.
Sie war eine Pendelbahn mit 9 Stützen, die 2 Kabinen für je 18 Personen erreichten ihr Ziel in 12 Minuten. Für ihren Betrieb war 1928 die Bergbahn AG Kitzbühel gegründet worden. 1933 erhielt die Bahn neue Leichtmetall-Kabinen aus Duraluminium, gebaut von der Zeppelin-Luftschiffbau aus Friedrichshafen.
1938 wurde die Bahn von der Firma Adolf Bleichert & Co. komplett umgebaut. Danach gab es zwei Gondeln mit je 48 Personen, die über nur mehr 3 Stützen führten. Die Kapazität betrug 320 Pers./h. 1958 wurde die Kapazität mit technischen Maßnahmen auf 500 Pers./h. erhöht, die Kabinen blieben bestehen.
1996 erfolgte neuerlich ein kompletter Umbau, bei dem nur die Stationsgebäude stehen blieben. Die Pendelbahn wurde durch eine moderne Einseilumlaufbahn mit 6er-Gondeln ersetzt. 2011 wurde noch eine Sitzheizung eingebaut. An der Talstation wurde eine der alten Gondeln als Museumsstück aufgehängt.
Die einzelnen Gondeln wurden nach Siegern des Hahnenkammrennens benannt. Dazu tragen sie den Namen und die Flagge des Herkunftslandes des Läufers. Immer wieder erhalten aktuelle Sieger im Rahmen einer „Taufe“ ihre Gondel.

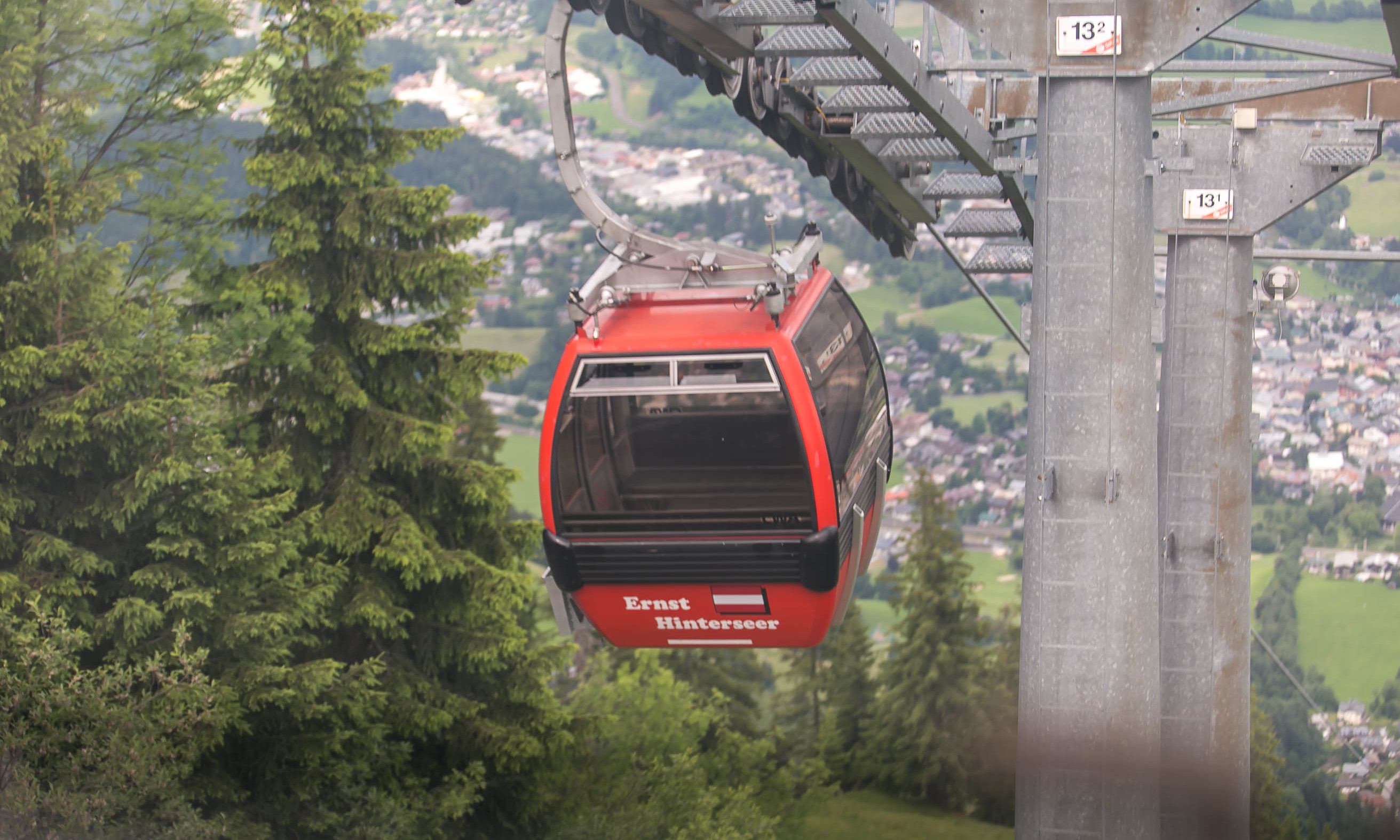
Die Gondel „Ernst Hinterseer“ bei einer Seilbahnstütze
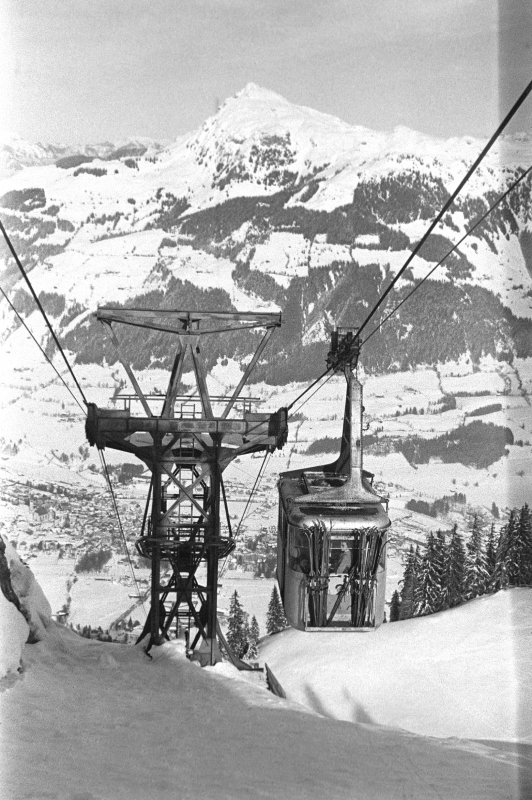
Blick von der Bergstation auf die alte Hahnenkammbahn (1951)

## Modell
Ein Funktionsmodell der neuen Bahn wurde von der Firma Brawa im Maßstab H0 2013 herausgebracht.